# Sam Rinzel
Samuel "Sam" Rinzel, född 25 juni 2004, är en amerikansk professionell ishockeyback som spelar för Chicago Blackhawks i National Hockey League (NHL).
Han har tidigare spelat för Minnesota Golden Gophers i National Collegiate Athletic Association (NCAA) och Waterloo Black Hawks i United States Hockey League (USHL).
Rinzel draftades av Chicago Blackhawks i första rundan i 2022 års draft som 25:e spelare totalt.

## Statistik
| 2018–2019   | Minnesota Lakers Hockey     |             | 16 | 3  | 8  | 11 | 2  | — | — | — | — | — |
| 2019–2020   | Chaska Hawks                |             | 25 | 4  | 5  | 9  | 8  | 3 | 0 | 0 | 0 | 0 |
| 2020–2021   | Chaska Hawks                |             | 19 | 8  | 17 | 25 | 12 | — | — | — | — | — |
| 2021–2022   | Chaska Hawks                |             | 27 | 9  | 29 | 38 | 22 | — | — | — | — | — |
|             | Team SIT Financial Services |             | 18 | 4  | 12 | 16 | 12 | 3 | 0 | 3 | 3 | 2 |
|             | Waterloo Black Hawks        | USHL        | 21 | 2  | 8  | 10 | 8  | 6 | 0 | 0 | 0 | 4 |
| 2022–2023   | Waterloo Black Hawks        | USHL        | 58 | 9  | 27 | 36 | 36 | 3 | 1 | 2 | 3 | 2 |
| 2023–2024   | Minnesota Golden Gophers    | NCAA        | 39 | 2  | 26 | 28 | 20 | — | — | — | — | — |
| 2024–2025   | Chicago Blackhawks          | NHL         | 1  | 0  | 0  | 0  | 0  | — | — | — | — | — |
|             | Minnesota Golden Gophers    | NCAA        | 40 | 10 | 22 | 32 | 20 | — | — | — | — | — |
| NHL totalt  | NHL totalt                  | NHL totalt  | 1  | 0  | 0  | 0  | 0  | — | — | — | — | — |
| NCAA totalt | NCAA totalt                 | NCAA totalt | 79 | 12 | 48 | 60 | 32 | — | — | — | — | — |
| USHL totalt | USHL totalt                 | USHL totalt | 79 | 11 | 35 | 46 | 44 | 9 | 1 | 2 | 3 | 6 |

### Internationellt
| Källa: Uppdaterad: 2025-03-30 | Källa: Uppdaterad: 2025-03-30 | Källa: Uppdaterad: 2025-03-30 |         | Utv = Utvisningsminuter | Utv = Utvisningsminuter | Utv = Utvisningsminuter | Utv = Utvisningsminuter | Utv = Utvisningsminuter |
| År                            | Lag                           | Mästerskap                    | Matcher | Mål                     | Assists                 | Poäng                   | Utv                     |                         |
| ----------------------------- | ----------------------------- | ----------------------------- | ------- | ----------------------- | ----------------------- | ----------------------- | ----------------------- | ----------------------- |
| 2021                          | USA                           | Hlinka Gretzky                | 4       | 0                       | 0                       | 0                       | 2                       |                         |
| 2024                          | USA                           | JVM                           | 7       | 0                       | 1                       | 1                       | 2                       |                         |
| Junior totalt                 | Junior totalt                 | Junior totalt                 | 11      | 0                       | 1                       | 1                       | 4                       |                         |